# Thermaischer Golf
Als Thermaischer Golf (griechisch Θερμαϊκός Κόλπος), ebenfalls Thermäischer Golf geschrieben, wird das Meeresgebiet der Nordwestägäis bezeichnet. Er liegt zwischen der Halbinsel Chalkidiki einschließlich deren Halbinsel Kassandra im Osten und der Ostküste des griechischen Festlandes mit den Regionalbezirken Pieria, Imathia und Larisa mit dem Olympmassiv im Westen. Der Golf wurde nach der antiken Stadt Therma (heutiges Thermi) benannt, die früher an der Golfküste lag. In den Thermaischen Golf münden vier Flüsse (im Uhrzeigersinn): Aliakmonas, Loudias, Axios (Vardar) und Gallikos. Der nördlich und östlich einer gedachten Linie zwischen dem Kap Megalo Emvolo (Karabonu) im Südosten und dem Kap Vardaris an der Mündung des Axios im Nordwesten gelegene Teil wird als Golf von Thessaloniki bezeichnet. Der Mittelteil des Thermaischen Golfs (den Golf von Thessaloniki eingeschlossen betrachtet) wird durch eine Linie zwischen dem Kap Epanomi im Osten (Westküste Chalkidiki) und dem Kap Atheris im Westen an der Küste des griechischen Festlandes sowie der Grenzlinie zum Golf von Thessaloniki abgegrenzt.
Der Thermaische Golf ist ein flaches Meeresgebiet. Durch den Sedimenteintrag der Flüsse fällt die Wassertiefe selbst zwischen Kassandra und Pieria nicht unter 200 m. Im Golf von Thessaloniki sowie vor der Mündung des Aliakmonas und des Loudias beträgt die Wassertiefe lediglich höchstens 30 m.
Bei den Römern war der Golf unter der Bezeichnung Thermaeus oder Thermaicus sinus („Golf von Therma“) oder Macedonicus sinus („Makedonischer Golf“) bekannt.
Seit dem Altertum hat sich die Küstenlinie stark verändert. Die antike Stadt Pella (Hauptstadt des Königreiches Makedonien) lag 500 v. Chr. an einem Ausläufer des Thermaischen Golfs. Sedimenteintrag der Flüsse Axios, Aliakmonas, Gallikos und Loudias führten zu einer zunehmenden Verlandung des Golfes und zur Abnahme der Wassertiefe. Im Laufe der Jahrhunderte wurde der nordwestliche Ausläufer zunächst vom Thermaischen Golf als Lagune abgetrennt und verlandete nachfolgend endgültig. Die Verlagerung der Küstenlinie von 500 v. Chr. bis 1960 betrug dabei bis zu 80 km in Richtung des offenen Meeres.
In neuerer Zeit scheint sich dieser Prozess leicht umzukehren. Von 1960 bis 1999 ging die Küstenlinie mit einer Rate von bis zu 10 cm pro Jahr zurück. Die Umkehrung des Verlandungsprozesses wurde durch zwei Überflutungsereignisse evident, die zuvor in dieser Form unbekannt waren. 1969 kam es erstmals zu einer Sturmflut, bei denen die Wasser des Thermaischen Golfs die Häuser der Ortschaft Kalochori westlich von Thessaloniki erreichten. Dies führte zur Konstruktion eines Deiches, der 1973 fertiggestellt wurde. Außerdem wurden die Häuser in ihren Fundamenten um 1,5 bis 2,0 m angehoben. Im Winter 1979/1980 kam es trotz der vorhandenen Dämme erneut zu einer Überschwemmung von Kalochori.